# Recea-Cristur
Recea-Cristur – wieś w Rumunii, w okręgu Kluż, w gminie Recea-Cristur. W 2011 roku liczyła 582 mieszkańców.